# Aurora Duarte
Aurora Duarte, pseudônimo de Diva Mattos Perez (Olinda, 17 de abril de 1937 - São Paulo, 6 de agosto de 2020), foi uma atriz, roteirista, produtora, poetisa e documentarista brasileira. Aurora lançou sua autobiografia pela Coleção Aplauso Perfil da Ed. Imprensa Oficial do Estado de São Paulo
Aurora começou a carreira no cinema amador aos 13 anos, passou pelo rádio e aos 15, estrelou no cinema profissional. A atriz foi descoberta em Recife, em 1952, pelo diretor Alberto Cavalcanti, que a colocou como protagonista do filme O Canto do Mar. Durante a carreira, participou de várias novelas e filmes. Teve destaque em filmes de ação como Armas da Vingança, de Carlos Coimbra, e Três Garimpeiros, do italiano Gianni Pons. O último papel dela foi em 2015 no filme A Lenda do Gato Preto, onde interpretou uma cigana. Também trabalhou como documentarista e poetisa.
A atriz faleceu na Santa Casa de Misericórdia de São Paulo em 6 de agosto de 2020, após passar dois meses internada depois de um tombo. Ela sofria de um transtorno das funções cognitivas. Morreu vítima de uma infecção generalizada.

## Filmografia
| Filmes | Filmes                    | Filmes            | Filmes    | Filmes |
| Ano    | Título                    | Papel             | Notas     |        |
| ------ | ------------------------- | ----------------- | --------- | ------ |
| 2015   | A Lenda do Gato Preto     | Cigana            |           |        |
| 1982   | Noites Paraguayas         |                   |           |        |
| 1973   | Uma Negra Chamada Tereza  | —                 | Produtora |        |
| 1960   | A Morte Comanda o Cangaço | Florinda Hollanda |           |        |
| 1959   | Fronteiras do Inferno     |                   |           |        |
| 1958   | Crepúsculo de Ódios       | Laura             |           |        |
| 1955   | Armas da Vingança         | Maria             |           |        |
| 1955   | Os Três Garimpeiros       | Branca            |           |        |
| 1953   | O Canto do Mar            |                   |           |        |